# 弗拉多·博约维奇
弗拉多·博约维奇（1952年6月10日—），斯洛文尼亚男子手球运动员。他曾代表南斯拉夫国家队参加1976年夏季奥林匹克运动会手球比赛，获得第5名。